# LY-382,884
LY-382,884 je antagonist kainatnog receptora.